# Полуектов Павло Андрійович
Павло Андрійович Полуектов (рос. Павел Андреевич Полуэктов; 20 січня 1992, м. Сєров, Росія) — казахський хокеїст, воротар. Виступає за «Барис» (Астана) у Континентальній хокейній лізі.
Вихованець хокейної школи «Металург» (Сєров). Виступав за «Металург» (Сєров), «Бейбарис» (Атирау), «Сніжні Барси» (Астана).
У складі молодіжної збірної Казахстану учасник чемпіонату світу 2012 (дивізіон IB).
Досягнення
- Чемпіон Казахстану (2011).